# Denys l'Aréopagite
Pour les articles homonymes, voir Denys, Denis, Saint Denis, Saint-Denis et Pseudo-Denys l'Aréopagite.
Denys l'Aréopagite (en grec moderne : Διονύσιος ο Αρεοπαγίτης) est un Athénien dont le nom est mentionné au verset 34 du chapitre 17 du livre des Actes des Apôtres. Il a été confondu avec le Pseudo-Denys l'Aréopagite, un auteur du VIe siècle.

## La prédication de Paul aux Athéniens
Au chapitre 17 des Actes des Apôtres, Paul se trouve à Athènes, il parcourt la ville et est questionné par des philosophes épicuriens et stoïciens. Ceux-ci le prennent pour un « picoreur » (σπερμολόγος), c'est-à-dire un discoureur dont le savoir n'est qu'un ramassis d'éléments épars et sans cohérence. Ils l'amènent à l'Aréopage pour lui demander des éclaircissements sur sa prédication. L'Aréopage peut désigner ici une colline qui se trouve à l'ouest de l'Acropole, ou bien un haut conseil qui se réunissait autrefois sur cette colline mais qui à l'époque de Paul tenait ses séances sous le Portique royal, en bordure de l'Agora.
Dans ce discours de l'Aréopage, Paul déclare devant ce public :

« Athéniens, à tous égards vous êtes, je le vois, les plus religieux des hommes. Parcourant en effet votre ville et considérant vos monuments sacrés, j'ai trouvé jusqu'à un autel avec l'inscription : au dieu inconnu. Eh bien ! ce que vous adorez sans le connaître, je viens, moi, vous l'annoncer. »

— Actes des Apôtres, 17, 22-23
La prédication de Paul tente de s'adapter au public de philosophes qui l'écoute. Paul parle de l'unité du genre humain et de sa vocation à n'adorer que Celui en qui nous avons la vie, et le mouvement et l'être. Cela ne soulève pas d'objection dans l'auditoire jusqu'à ce que Paul parle de la résurrection :

« À ces mots de résurrection des morts, les uns se moquaient, les autres disaient : « Nous t'entendrons là-dessus une autre fois. » C'est ainsi que Paul se retira du milieu d'eux. Quelques hommes cependant s'attachèrent à lui et embrassèrent la foi. Denys l'Aréopagite fut du nombre. Il y eut aussi une femme nommée Damaris, et d'autres avec eux. »

— Actes des Apôtres 17, 32-34

## Attributions pseudépigraphiques
Denys l'Aréopagite est surtout connu pour s'être vu attribuer à titre pseudépigraphique des traités mystiques rédigés au Ve ou VIe siècle. Il est absolument impossible que le Denys évoqué par les Actes des Apôtres soit l'auteur de ces œuvres, cependant cette attribution est significative. Emprunter le nom d'un personnage pour lui attribuer une œuvre était une manière de la situer dans un courant de pensée ou de la présenter comme la traduction de l'enseignement de ce personnage. L'attribution des écrits du Pseudo-Denys l'Aréopagite à Denys l'Aréopagite les situe ainsi immédiatement comme une littérature à la fois philosophique et chrétienne. En outre, la théologie apophatique développée par l'auteur résonnait avec la référence de la catéchèse paulinienne « au dieu inconnu ».
La collection des ouvrages du pseudo-Denys fut offerte à Louis le Pieux par l'empereur Michel le bègue en 827. Traduits une première fois en latin par  Hilduin entre 827 et 835, ces ouvrages furent traduits une deuxième fois par Jean Scot Érigène vers 860. Cette dernière version resta la référence jusqu'à la fin du XIIe siècle. Ces textes mystiques imprégnés de néoplatonisme marquèrent l'époque. Ils influencèrent Jean Scot Érigène qui s'appuya sur leur autorité pour promouvoir ses idées.

## L'identification au premier évêque de Paris

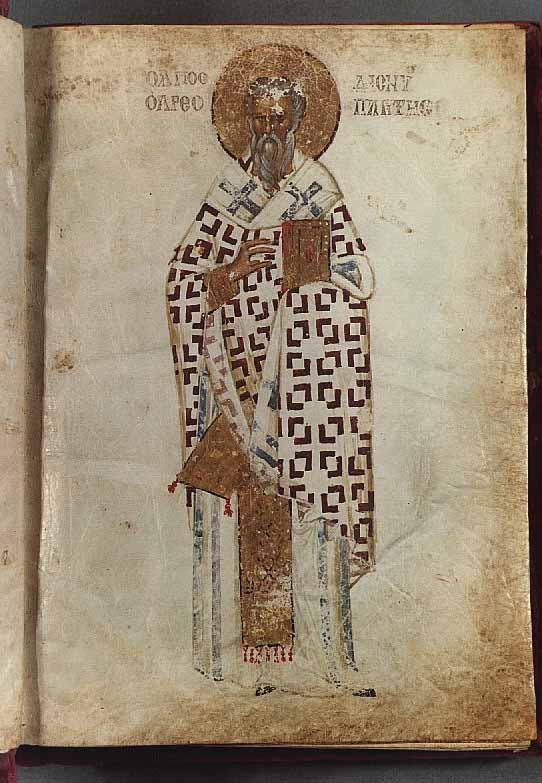
Portrait de Denys l'Aréopagite dans un manuscrit byzantin offert à l'abbaye de Saint-Denis par Manuel II Paléologue. Œuvres complètes de saint Denys l'Aréopagite, musée du Louvre, vers 1403-1405.

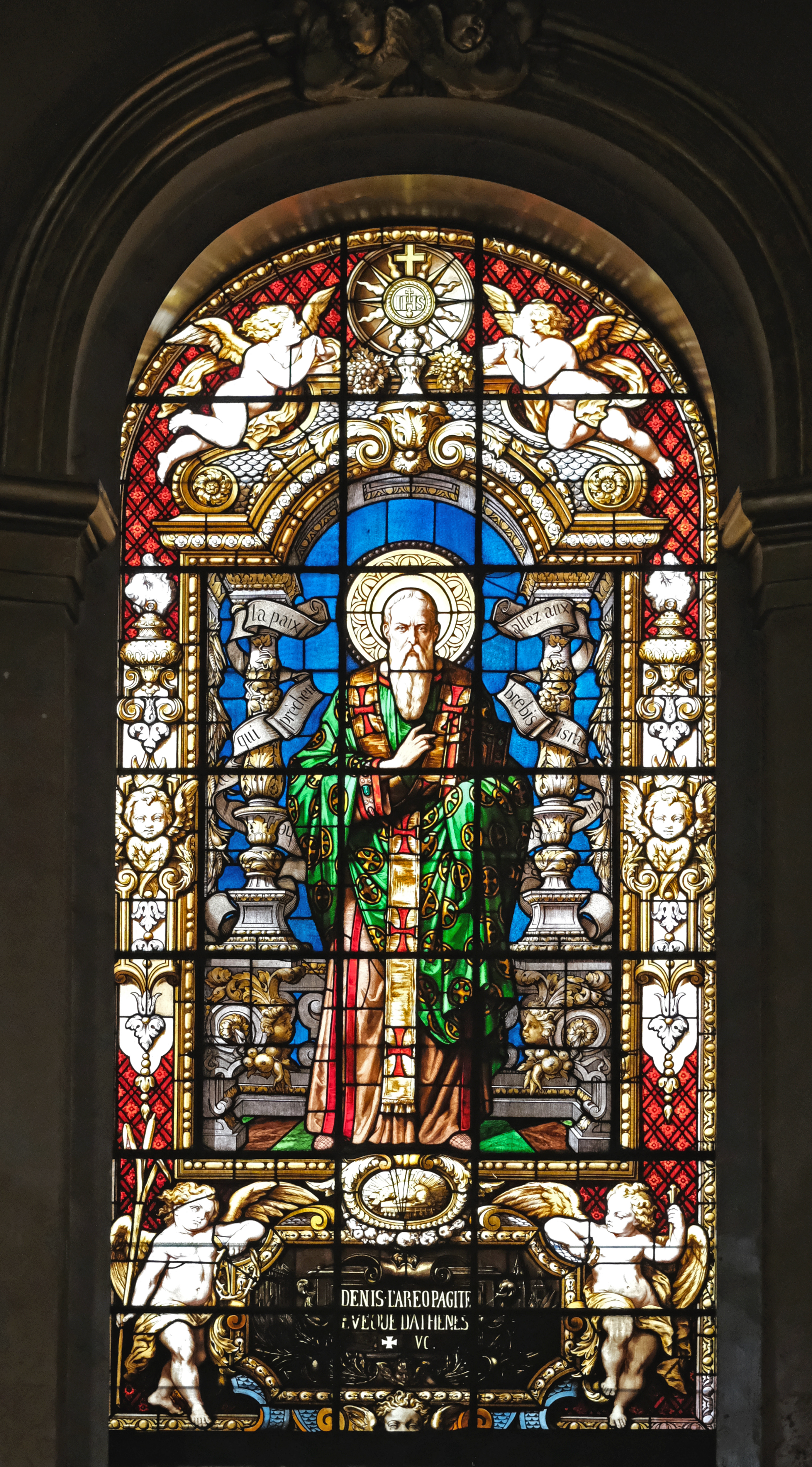
Saint Denis l'Aréopagite, évêque d'Athènes (vitrail de l'église Saint-Roch de Paris).

Denys l'Aréopagite, le converti de Paul, est considéré comme le premier évêque d'Athènes. À partir du IXe siècle, les Parisiens l'ont aussi identifié à leur premier évêque, Denis de Paris martyrisé au troisième siècle sous le règne de l'empereur Dèce. Hilduin (775-840), abbé de Saint-Denis popularisa cette idée dans sa Vita. 
Alain de Libera évoque cette « légende extravagante » comme relevant d'un transfert symbolique du « centre des études » d'Athènes à Paris. Il s'agit d'une translation de la même manière qu'un lieu peut devenir un nouveau sanctuaire grâce à une translation de reliques. Dans un contexte intellectuel où la filiation de la pensée chrétienne à la philosophie grecque était largement valorisée, que Paris soit reconnu comme un siège épiscopal fondé par un philosophe de l'Aréopage athénien a pour enjeu celui de savoir où se trouve la capitale de la philosophie. L'ancienne Lutèce s'affirmait ainsi être devenue à la pensée chrétienne ce qu'Athènes était au monde antique. Cette revendication pour la capitale du roi Charles le Chauve était plus largement répandue dans l'Europe carolingienne. Quelques années plus tard, Notker de Lippu (950-1022) l'abbé de Saint-Gall développa ainsi le thème de la transitio studiorum, tandis que d'autres traditions allemandes parlaient d'une « translation des reliques de saint Denys » à Ratisbonne.  
L'identification de l'auteur des traités de mystique au converti de Paul fut contestée à partir du XVe siècle en même temps que la légende le liant au premier évêque de Paris. Il y eut un procès entre le chapitre de Notre-Dame de Paris et les moines de l'abbaye Saint-Denis. Le parlement de Paris a tranché : la tête de l'Aréopagite se trouve à l'abbaye de Saint-Denis et celle du Corinthien, à Notre-Dame de Paris. Au XVIe siècle, deux humanistes allemands, Johannes Aventinus (1477-1534) et Albert Krantz (1448-1517), affirment que le corps de l'Aréopagite se trouve dans l'église Saint-Emmeran de Ratisbonne. Jean Doc, grand prieur de l'abbaye rédige alors une Vita, passio, sepultura Christi martyris aeropagitae dionysii sociorumque, éditée en 1549. Des critiques contre cette affirmation ont commencé au temps des derniers Valois mais s'arrêtent pendant le règne d'Henri IV. Un moine de Saint-Denis, Jacques Doublet, va écrire en 1625 pour désigner les adversaires de la thèse de l'Aréopagite évêque de Paris et réfuter leur thèse. Dans son ouvrage sur les conciles des Gaules, Jacques Sirmond (1559-1651) a relancé la critique en 1629. En 1636, François du Bosquet, encore jeune magistrat avant d'être évêque, a publié Ecclesiae gallicanae historiarum liber primus (lire en ligne) et demandé aux prélats de nettoyer les erreurs. Dans la chronologie est jointe contenant ce qui est admis et les rectifications qu'il a faites, il a noté l'envoi de Denis avec six évêques en Gaule en 95 apr. J.-C., Ursin, Pothin, Nicaise, Gatien, Taurin et Paul. Mais il cite aussi Denis en 211 apr. J.-C. avec Trophime, Saturnin, Julien, Austremoine et Paul cités par Grégoire de Tours. Il a affuté les arguments en 1636 à partir de la seconde passion latine de saint Denis. Un moine de Saint-Denis, Germain Millet, répond dans Vindicata ecclesiae galicanae de suo Aeropagita dyoniso gloria. Les controversistes se réfèrent dans leurs critiques aux travaux de Nicolas Le Fèvre qui pourtant n'a écrit qu'une brève ébauche (schediama) critique sur Denis, publiée dans ses Opuscula parues en 1618. Un jésuite, Lansselius, répond à ceux qui doutent de la mission de l'Aréopagite en Gaule dans sa Disputatio apologetica, en tête des Opera omnia de l'Aréopagite. Pour Tillemont (1637-1698), trois Denys doivent être distingués : Denys le converti de Paul et premier évêque d'Athènes ayant vécu au Ier siècle, Denys de Paris, ayant vécu au IIIe, et enfin, le Pseudo-Denys l'Aréopagite auteur des traités de mystique, ayant probablement vécu au tournant des Ve et VIe siècles. Dans le Martyrologe romain, Denys l'Aréopagite, premier évêque d'Athènes est fêté le 3 octobre, tandis que le premier évêque de Paris et le Pseudo-Denys l'Aréopagite sont fêtés ensemble le 9 octobre.

#### Traductions
- Œuvres de saint Denys l'Aréopagite  (trad. du grec par l'Abbé Georges Darboy), éd. Sagnier et Bray, 1845 (Wikisource)
- Traité des Noms divins  (trad. M. de Gandillac), éd. Aubier, 1941.
- Les Noms divins, La Théologie mystique, trad. Ysabel de Andia (Sources chrétiennes 578-579), éd. Cerf, 2016  (ISBN 978-2-204-10465-4 et 978-2-204-10790-7).
- La Hiérarchie céleste  (trad. Maurice de Gandillac), éd. Cerf, 1958, 416 p.
- Thomas d'Aquin (trad. S. Pronovost), Commentaire de saint Thomas d'Aquin sur « Les Noms Divins » de Denys le Mystique, 2014.
- (fr + la) Dominique Poirel (directeur), Hugonis de Sancto Victore Super ierarchiam Dionisii, Turnhout, Brepols, coll. « Continuatio mediaevalis / Corpus Christianorum » (no 178), 2015, 748 p. (ISBN 978-2-503-04781-2).

#### Études
- Ysabel de Andia, « L’hymnologie des noms divins et le silence devant l’Ineffable chez Denys l’Aréopagite », Revue des sciences religieuses, vol. 95, nos 1-2,‎ 2021, p. 139-159. (lire en ligne)
- Henri-François Delaborde, « Le procès du chef de saint Denis en 1410 », dans Mémoires de la Société de l'histoire de Paris et de l'Ile-de-France, t. 11, 1884 (lire en ligne), p. 297-409